# 维新四公子
维新四公子，清光緒時的維新變法派人物，而且皆是當時的門閥公子。
一说为湖南巡撫陳寶箴之子陈三立、湖北巡撫譚繼洵之子谭嗣同、禮部侍郎徐致靖之子徐仁铸、兩廣總督陶方之之子陶葆廉。
又一说为陈三立、谭嗣同、福建巡撫丁日昌之子丁惠康、浙江提督吳長慶之子吴保初。

## 参見
- 四公子